# Ben Africa
Benjamin „Ben“ Africa (* 13. Oktober 1938 in Rehoboth, Südwestafrika) ist ein ehemaliger Kaptein Rehoboth Baster in Südwestafrika (seit 1990 Namibia).
Africa ging in Athlone in Kapstadt zur Schule und beendete diese 1957. Er studierte daraufhin bis 1964 an der Universität Kapstadt Medizin. Er setzte sich bereits politisch ein und stand kurz vor dem Rauswurf, nachdem er öffentlich die fehlenden Rechte von Schwarzen bemängelte. 1966 kehrte er in seinem Heimatstadt Rehoboth zurück und arbeitete dort als Distriktarzt.
Er war 1971, u. a. neben John McNab, Mitgründer der Rehoboth Baster Association (RBA), die sich später der DTA anschloss. 1978 wurde Africa Vizevorsitzender der DTA.
Africa gewann am 3. Oktober 1977 die Wahl zum Kaptein mit 2307 Stimmen, nachdem das Amt von den südafrikanischen Besatzern mehr als 70 Jahre zuvor offiziell abgeschafft worden war. Das Ergebnis wurde umgehend von seinem ärgsten Konkurrenten Johannes Diergaardt (2180 Stimmen) angefochten. Dieser wurde schlussendlich 1978 zum Kaptein gewählt und 1979 in sein Amt eingeführt.
Africa war zwei Mal verheiratet und hat drei Kinder.